# Нікола Вучевич
Нікола Вучевич (чорн. Никола Вучевић, нар. 24 жовтня 1990, Морж, Швейцарія) — чорногорський професіональний баскетболіст, центровий команди НБА «Чикаго Буллз».

## Ігрова кар'єра

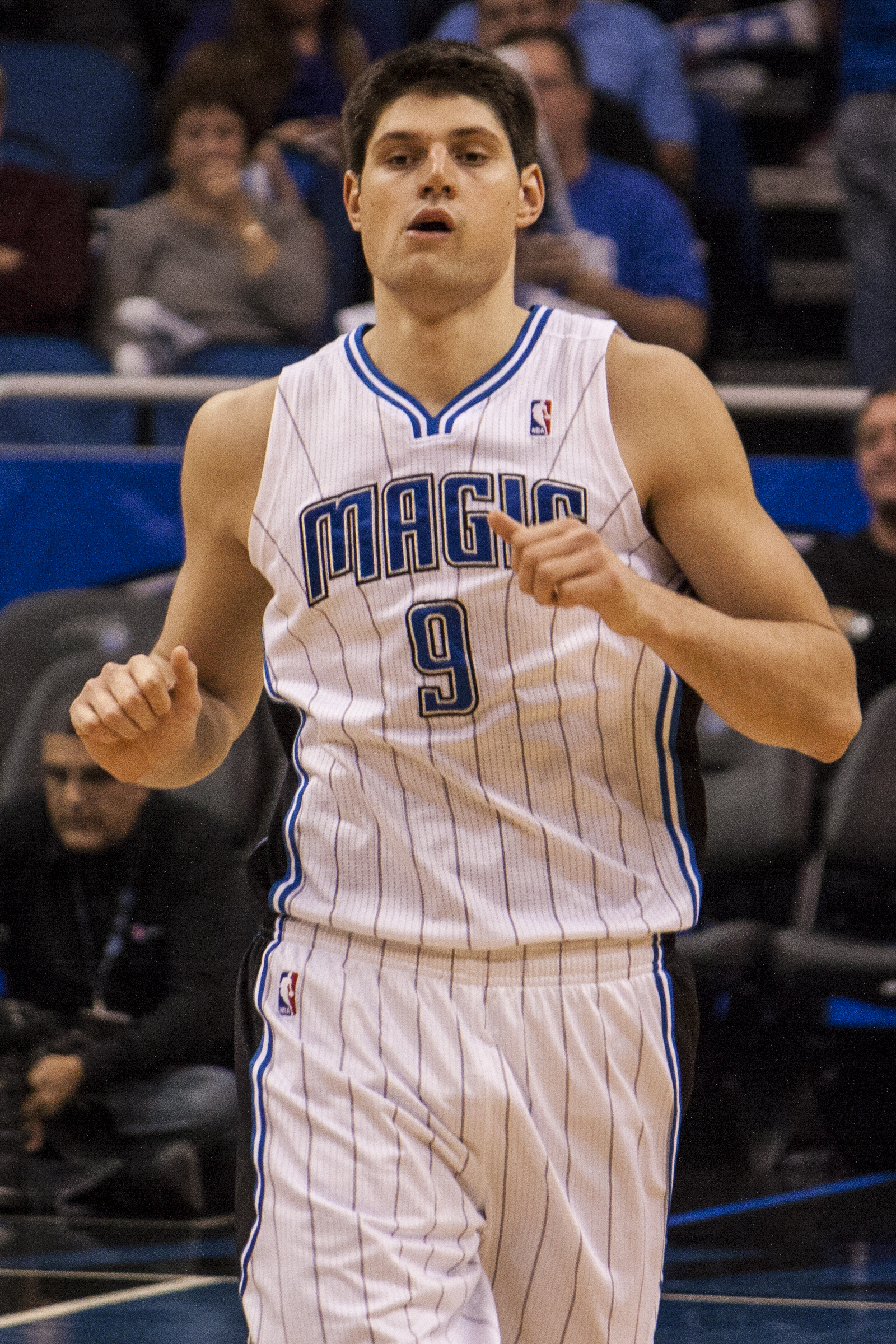
Вучевич у грудні 2012

На університетському рівні грав за команду УПК (2008–2011). 
2011 року був обраний у першому раунді драфту НБА під загальним 16-м номером командою «Філадельфія Севенті-Сіксерс». Під час локауту в НБА виступав за чорногорську команду «Будучност». Після закінчення паузи в НБА, повернувся до Філадельфії, де підписав контракт новачка.
2012 року став гравцем «Орландо Меджик». 31 грудня 2012 року в матчі проти «Маямі Гіт» встановив рекорд франшизи, зробивши 29 підбирань. 10 квітня 2013 року провів найрезультативніший матч в кар'єрі, набравши 30 очок проти «Мілвокі Бакс». 6 листопада 2013 року в матчі проти «Лос-Анджелес Лейкерс» повторив це досягнення.
3 квітня 2015 року оновив свій особистий рекорд результативності, набравши 37 очок у матчі проти «Міннесота Тімбервулвз».
10 квітня 2017 року в матчі проти «Чикаго Буллз» зробив 10 підбирань, що дозволило йому обійти Шакіла О'Ніла та зайняти другу сходинку в історії франшизи за кількістю підбирань, поступаючись лише Двайту Говарду.
20 жовтня 2017 року в матчі проти «Бруклін Нетс» набрав 41 очко, що стало його новим рекордом. 9 грудня 2017 року записав до свого активу перший у кар'єрі трипл-дабл, набравши 31 очко, 13 підбирань та 10 результативних передач у матчі проти «Атланта Гокс».
У січні 2019 року вперше в кар'єрі отримав місце у складі на матч усіх зірок НБА, ставши першим гравцем клубу з часів Двайта Говарда (2012 рік), якого було запрошено для участі в цьому матчі. За підсумками регулярного сезону «Орландо» вдалося пробитися до плей-оф, що стало їхньою першою появою там з 2012 року. В першому раунді команда зустрілась з «Торонто» та програла у серії з п'яти матчів.
30 червня 2019 року підписав новий чотирирічний контракт з «Орландо» на суму 100 млн. доларів.
5 лютого 2021 року в матчі проти «Чикаго» набрав рекордні для себе 43 очки та 19 підбирань. 23 лютого 2022 року вдруге у кар'єрі був названий учасником матчу всіх зірок НБА.
Завершуючи свою кар'єру в Орландо, Вучевим був лідером або одним з лідерів у історії клубу за кількома важливими показниками. Так, він був першим за кількістю влучних кидків (4,490), другим за підбираннями (6,381), другим за блоками (550), третім за набраними очками (10,423) та четвертим за кількістю зіграних матчів (591).
25 березня 2021 року разом з Аль-Фаруком Аміну був обміняний до «Чикаго Буллз» на Венделла Картера, Отто Портера та два майбутні драфт-піки першого раунду. У новому клубі Вучевич одразу став основним центровим, зігравши у всіх матчах залишку сезону зі стартових хвилин. 

## Статистика виступів в НБА

### Регулярний сезон
| Сезон               | Команда                       | GP  | GS  | MPG  | FG%  | 3P%  | FT%  | RPG  | APG | SPG | BPG | PPG  |
| ------------------- | ----------------------------- | --- | --- | ---- | ---- | ---- | ---- | ---- | --- | --- | --- | ---- |
| 2011–12             | «Філадельфія Севенті-Сіксерс» | 51  | 15  | 15.9 | .450 | .375 | .529 | 4.8  | .6  | .4  | .7  | 5.5  |
| 2012–13             | «Орландо Меджик»              | 77  | 77  | 33.2 | .519 | .000 | .683 | 11.9 | 1.9 | .8  | 1.0 | 13.1 |
| 2013–14             | «Орландо Меджик»              | 57  | 57  | 31.8 | .507 | .000 | .766 | 11.0 | 1.8 | 1.1 | .8  | 14.2 |
| 2014–15             | «Орландо Меджик»              | 74  | 74  | 34.2 | .523 | .333 | .752 | 10.9 | 2.0 | .7  | .7  | 19.3 |
| 2015–16             | «Орландо Меджик»              | 65  | 60  | 31.3 | .510 | .222 | .753 | 8.9  | 2.8 | .8  | 1.1 | 18.2 |
| 2016–17             | «Орландо Меджик»              | 75  | 55  | 28.8 | .468 | .307 | .669 | 10.4 | 2.8 | 1.0 | 1.0 | 14.6 |
| 2017–18             | «Орландо Меджик»              | 57  | 57  | 29.5 | .475 | .315 | .819 | 9.2  | 3.4 | 1.0 | 1.1 | 16.5 |
| 2018–19             | «Орландо Меджик»              | 80  | 80  | 31.4 | .518 | .364 | .789 | 12.0 | 3.8 | 1.0 | 1.1 | 20.8 |
| 2019–20             | «Орландо Меджик»              | 62  | 62  | 32.2 | .447 | .339 | .784 | 10.9 | 3.6 | .9  | .8  | 19.6 |
| 2020–21             | «Орландо Меджик»              | 44  | 44  | 34.1 | .480 | .406 | .827 | 11.8 | 3.8 | 1.0 | .6  | 24.5 |
| 2020–21             | «Чикаго Буллз»                | 26  | 26  | 32.6 | .471 | .388 | .870 | 11.5 | 3.9 | .9  | .8  | 21.5 |
| 2021–22             | «Чикаго Буллз»                | 73  | 73  | 33.1 | .473 | .314 | .760 | 11.0 | 3.2 | 1.0 | 1.0 | 17.6 |
| Усього за кар'єру   | Усього за кар'єру             | 741 | 680 | 30.9 | .494 | .348 | .757 | 10.4 | 2.7 | .9  | .9  | 16.9 |
| У матчах всіх зірок | У матчах всіх зірок           | 2   | 0   | 12.5 | .500 | .200 | —    | 6.0  | 1.5 | 1.0 | .0  | 4.5  |

### Плей-оф
| Сезон             | Команда                       | GP | GS | MPG  | FG%  | 3P%  | FT%  | RPG  | APG | SPG | BPG | PPG  |
| ----------------- | ----------------------------- | -- | -- | ---- | ---- | ---- | ---- | ---- | --- | --- | --- | ---- |
| 2012              | «Філадельфія Севенті-Сіксерс» | 1  | 0  | 3.0  | .000 | .000 | .500 | 1.0  | .0  | .0  | .0  | 1.0  |
| 2019              | «Орландо Меджик»              | 5  | 5  | 29.4 | .362 | .231 | .786 | 6.2  | 3.0 | .4  | 1.0 | 11.2 |
| 2020              | «Орландо Меджик»              | 5  | 5  | 37.0 | .505 | .409 | .909 | 11.0 | 4.0 | .8  | .6  | 28.0 |
| 2022              | «Чикаго Буллз»                | 5  | 5  | 36.2 | .440 | .310 | .800 | 12.4 | 3.2 | .4  | 1.2 | 19.4 |
| Усього за кар'єру | Усього за кар'єру             | 16 | 15 | 32.3 | .448 | .343 | .813 | 9.9  | 3.2 | .5  | .9  | 18.4 |

## Виступи за збірну
Вучевич — гравець збірної Чорногорії. Представляв свою країну на Євробаскетах 2011, 2013 та 2017. На своєму першому чемпіонаті Європи замінював Ніколу Пековича, а на наступних вже був основним гравцем збірної.

## Особисте життя
Вучевич виховує сина Філіпа, який народився 17 грудня 2018 року.
Вучевич є прихильником футбольного та баскетбольного клубу «Црвена Звезда».